# E671
La ruta europea E671 és una carretera que forma part de la Xarxa de carreteres europees. Comença a Timișoara (Romania) i finalitza a Satu Mare (Romania). Té una longitud de 300 km. Té una orientació de sud-oest/nord-est.